# Pierre Auguste Cot
Pierre Auguste Cot (født 17. februar 1837 i Bédarieux, død 2. august 1883 i Paris) var en fransk maler. 
Han fik sit gennembrud efter en udstilling i 1863, og han var meget populær i 1870'erne. Han nød beskyttelse hos skulptøren Francisque Duret, hvis datter han blev gift med, og som han også samarbejdede med. 
Blandt Cots kendte værker er Forår samt Stormen, der begge nu befinder sig på Metropolitan Museum of Art i New York City. Størstedelen af hans arbejder var dog portrætter.
- Wikimedia Commons har flere filer relateret til Pierre Auguste Cot